# Grzegorz (egzarcha Rawenny)
Grzegorz – egzarcha Rawenny w latach 666–678. 
Jego rządy upłynęły na konflikcie arcybiskupa Rawenny z papieżem. Za jego rządów Konstans II nosił się z zamiarem przeniesienia stolicy cesarstwa bizantyńskiego do Syrakuz.